# USS LST-355
O USS LST-355 foi um navio de guerra norte-americano da classe LST que operou durante a Segunda Guerra Mundial.